# Keke Topp
Keke Maximilian Topp (Gnarrenburg, 25 marzo 2004) è un calciatore tedesco, attaccante del Werder Brema.

## Carriera

### Club
Topp è cresciuto nel settore giovanile del Werder Brema, che ha lasciato nel 2021 per unirsi allo Schalke 04. Ha debuttato in prima squadra il 4 dicembre seguente, nell'incontro di 2. Bundesliga perso 2-1 contro il St. Pauli. Promosso definitivamente in prima squadra nel 2023, ha segnato il suo primo gol il 15 dicembre contro il Greuther Fürth.
Il 19 giugno 2024 ha fatto ritorno a titolo definitivo al Werder Brema ed il 19 agosto ha debuttato con i biancoverdi realizzando una tripletta nel successo per 3-1 contro l'Energie Cottbus in DFB-Pokal.

### Nazionale
Ha giocato nelle nazionali giovanili tedesche Under-16, Under-19, Under-20 ed Under-21.

## Statistiche

### Presenze e reti nei club
Statistiche aggiornate al 29 settembre 2024
| Stagione        | Squadra         | Campionato      | Campionato | Campionato | Coppe nazionali | Coppe nazionali | Coppe nazionali | Coppe continentali | Coppe continentali | Coppe continentali | Altre coppe | Altre coppe | Altre coppe | Totale | Totale | Totale |
| Stagione        | Squadra         | Comp            | Pres       | Reti       | Comp            | Pres            | Reti            | Comp               | Pres               | Reti               | Comp        | Pres        | Reti        | Pres   | Reti   |        |
| --------------- | --------------- | --------------- | ---------- | ---------- | --------------- | --------------- | --------------- | ------------------ | ------------------ | ------------------ | ----------- | ----------- | ----------- | ------ | ------ | ------ |
| 2021-2022       | Schalke 04      | 2L              | 1          | 0          | CG              | 0               | 0               | -                  | -                  | -                  | -           | -           | -           | 1      | 0      |        |
| 2022-2023       | Schalke 04      | BL              | 1          | 0          | CG              | 0               | 0               | -                  | -                  | -                  | -           | -           | -           | 1      | 0      |        |
| 2023-2024       | Schalke 04      | 2L              | 25         | 5          | CG              | 0               | 0               | -                  | -                  | -                  | -           | -           | -           | 25     | 5      |        |
| 2023-2024       | Schalke 04 II   | RL              | 5          | 1          | -               | -               | -               | -                  | -                  | -                  | -           | -           | -           | 5      | 1      |        |
| 2024-2025       | Werder Brema    | BL              | 5          | 0          | CG              | 1               | 3               | -                  | -                  | -                  | -           | -           | -           | 6      | 3      |        |
| Totale carriera | Totale carriera | Totale carriera | 37         | 6          |                 | 1               | 3               |                    | -                  | -                  |             | -           | -           | 38     | 9      |        |